# Anomis mafalui
Anomis mafalui là một loài bướm đêm trong họ Erebidae.